# Лінь (трос)
Лінь (нід. lijn)[джерело?] — тонкий морський трос, як правило, зроблений з високоякісного прядива, окружністю до 25 мм (1 дюйм). Виготовляється здебільшого виттям, для сигнальних фалів і для лаглінів, патент-лагів вживаються плетені ліні. Більшість лінів йде для дрібних і чистих такелажних робіт і на обробку шлюпкового такелажу.
Каболки[джерело?] лінів називаються нитками, за їхнім числом визначають і товщину ліня: «лінь у 9 ниток» тощо.

## Види лінів
З високоякісного прядива
- Ма́рлінь (від нід. marlijn)[джерело?][3] — лінь з двох ниток;
- Ю́зинь, ю́зень, заст. гю́зинг (від нід. huizing, ниж.-нім. hüsing, букв. «хатній виріб»)[джерело?][4] — лінь з трьох ниток;
- Сте́клінь (від нід. steeklijn)[джерело?][5] — лінь з 6 ниток (трьох сталок по дві нитки кожна).

З прядива нижчого сорту
- Шестерик — лінь у 6 ниток;
- Дев'ятерик — лінь у 9 ниток;
- Лінь у 12 ниток.

Лінями, витими зі стрендей (тобто кабельної роботи) були тільки диплотліні в 27 ниток. Ліні з борідки (прядив'яних пачосів) називаються борідковими або шкімушга́ром (від нід. schiemansgaren). Шкімушгар може бути в 2 нитки (двійник), 3 (трійник) та 6 (шестерик). Витий вручну лінь з 2-3 ниток (часто просмолений) називають шкі́мушкою.
Спеціальні ліні
- Лаглінь — трос для голландського або патентованого лага;
- Лотлінь — трос для ручного лота;
- Слаблінь — лінь для шнурування вітрила до реї (іноді і до щогли) на шлюпках.

## Ліньок
Короткий лінь з вузлом на кінці називався «ліньком»[джерело?] і служив для покарання матросів на старому флоті. Покарання ліньками проводилося зазвичай на баку. Караний спускав сорочку і, заклавши руки за голову, ставав між двома боцманами, які по черзі, з розстановкою, били його між лопаток. Покарання ліньками на Російському імператорському флоті було скасовано лише в 1860-х роках.